# Ben Sternberg

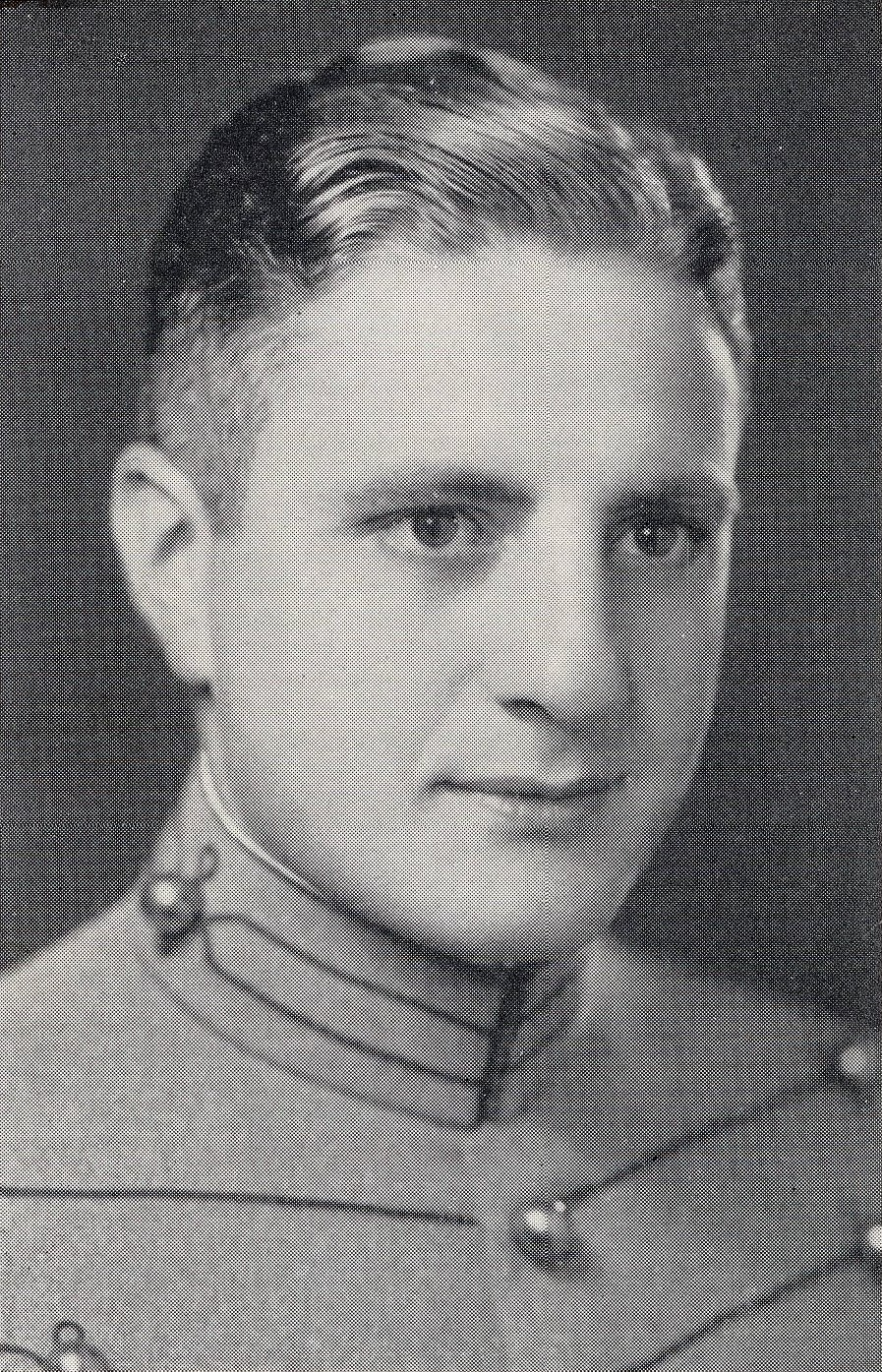
Ben Sternberg als Kadett (1938)

Ben Sternberg (* 28. Februar 1914 in Starke, Bradford County, Florida; † 2. Januar 2004 in Honolulu, Hawaii) war ein Generalmajor der United States Army.
Ben Sternberg war ein Sohn von Nathan Sternberg (1890–1980) und dessen Frau Gertrude Rosenberg (1891–1969). In den Jahren 1934 bis 1938 durchlief er die United States Military Academy in West Point. Nach seiner Graduation wurde er als Leutnant der Infanterie zugeteilt. In der Armee durchlief er anschließend alle Offiziersränge zum Zwei-Sterne-General.
In seinen jüngeren Jahren absolvierte er den für Offiziere in den niederen Rangstufen üblichen Dienst in verschiedenen Einheiten und Standorten. Im weiteren Verlauf seiner Laufbahn kommandierte er Einheiten auf fast allen militärischen Ebenen. Während des Zweiten Weltkriegs war er Bataillonskommandeur im 18. Infanterieregiment, das der 1. Infanteriedivision unterstand. Dabei nahm er unter anderem am Tunesienfeldzug und der Landung auf Sizilien teil.
Nach dem Krieg setzte er seine Offizierslaufbahn an verschiedenen Standorten fort. Unter anderem war er am Koreakrieg beteiligt. In den Jahren 1964 bis 1966 war er während des Vietnamkriegs Stabsoffizier beim Hauptquartier des US-Heeres in Vietnam. Ab dem 1. Februar 1966 bekleidete er den Rang eines Generalmajors. Von März 1966 bis Juli 1967 kommandierte Sternberg die 101. Luftlandedivision, die ebenfalls am Vietnamkrieg teilnahm. Nach einigen weiteren Verwendungen übernahm Sternberg im Jahr 1971 für einige Monate das Kommando über die 25. Infanteriedivision, die in jener Zeit gerade aus Vietnam nach Hawaii zurückverlegt wurde. Noch im Jahr 1971 ging Ben Sternberg in den Ruhestand.
Sternberg starb am 2. Januar 2004 in einem Militärkrankenhaus in Honolulu und wurde auf dem Nationalfriedhof Arlington beigesetzt.

## Orden und Auszeichnungen
Ben Sternberg erhielt im Lauf seiner militärischen Laufbahn unter anderem folgende Auszeichnungen:
- Distinguished Service Cross
- Army Distinguished Service Medal
- Silver Star